# Lectavis
Lectavis is een geslacht van uitgestorven enantiornithische vogels. Zijn fossiele botten zijn teruggevonden in de Lecho-formatie in estancia El Brete, Argentinië uit het Laat-Krijt (Maastrichtien, circa 70,6 - 66 miljoen jaar geleden). Het geslacht bevat als enige soort Lectavis bretincola.

## Naamgeving
De resten van de soort werden reeds in 1981 gemeld door Cyril A. Walker. In 1992 verwees Luis Maria Chiappe ernaar als het 'Type-B'.
In 1993 benoemde Chiappe de typesoort Lectavis bretincola. De soortnaam als geheel kan gelezen worden als 'Lecho Formatie-vogel die leeft in El Brete'. De geslachtsnaam Lectavis is afgeleid van het Latijn lectus ('bed') als vertaling van het Spaanse lecho en avis, 'vogel'. De soortaanduiding bretincola verwijst naar de vindplaats Estancia El Brete en verbindt dit met het Latijn incola, 'inwoner'.
Het holotype PVL-4021-1 bestaat uit een linkeronderbeen (tibiotarsus), middenvoet (tarsometatarsus) en vierde middenvoetsbeen van een enkel individu. Andere fossielen zijn niet bekend.
De beperkte resten hebben twijfel doen ontstaan of Lectavis überhaupt een geldige soort is. Gareth J. Dyke dacht in 2009 dat het wel eens een jonger synoniem zou kunnen zijn van Enantiornis.

## Beschrijving

### Grootte en onderscheidende kenmerken
Lectavis bretincola was een grote vogel, met een onderbeen van 156 millimeter en een middenvoet die, indien compleet, bijna tien centimeter lang moet zijn geweest (Chiappe 1993); dit zou het ongeveer vergelijkbaar maken met een grote wulp in grootte en in ieder geval in beenvorm. De lichaamslengte is geschat op 575 millimeter.
Verschillende onderscheidende kenmerken zijn geopperd. Op het bovenvlak bekeken is de tibiotarsus overdwars breder dan hoog. De onderste gewrichtsknobbels van de tibiotarsus steken sterk naar voren. De tarsometatarsus is slank. Het tuberculum voor de musculus tibialis cranialis op het tweede middenvoetsbeen is rond. Bij het tweede middenvoetsbeen vormt de bovenste zoolzijde een uitstekende dikke rand. Er is een hypotarsus aanwezig, vooral op het tweede middenvoetsbeen. De zoolzijde van de middenvoet vormt een hol vlak. Het tuberculum voor de musculus tibialis cranialis op het tweede middenvoetsbeen is hoog geplaatst; de afstand tussen bultje en bovenrand bedraagt minder dan 60% van de breedte overdwars van de bovenrand.

### Skelet
Het bezit een hypotarsus, die autapomorf is geëvolueerd ten opzichte van moderne vogels, omdat het het bovenste uiteinde van de tweede, niet de derde, teenbeenderen bedekt. Deze structuur dient om een achterste kapsel te bevestigen en op zijn plaats te houden, wat voorkomt dat de middenvoet en het onderbeen tijdens het lopen uit positie verschuiven.

## Fylogenie
Chiappe plaatste Lectavis als een vrij geavanceerde soort van de Enantiornithes. Hij zou mogelijk vrij nauw verwant zijn aan Enantiornis en Avisaurus, maar waarschijnlijk dichter bij andere Euenantiornithes (Sanz et alii 1995). De exacte verwantschappen, zoals met de meeste enantiornithe vogels, zijn echter onopgelost. Chiappes analyse wordt ondermijnd door recentere vondsten waaruit blijkt dat juist die kenmerken die Lectavis zijn afgeleide positie bezorgden in feite gedeeld worden door zeer basale soorten. Aldus kan de positie nu niet nauwkeuriger bepaald worden dan een algemeen Ornithothoraces. Alle andere soorten in El Brete gevonden behoren echter tot de Enantiornithes wat het waarschijnlijk maakt dat Lectavis ook tot die groep behoort.

## Levenswijze
Er kan dus worden geconcludeerd dat Lectavis bretincola een veel meer landbewonende soort was dan zijn verwant Yungavolucris brevipedalis die op dezelfde tijd en plaats leefde. Zijn habitat was een rijk begroeid kustgebied dat bezaaid was met – mogelijk brakke – meren of kleine rivieren (Chiappe 1993) en het zou dus kunnen dat de onderhavige soort met zijn lange slanke poten een geval van parallelle evolutie vertegenwoordigt met steltlopers en soortgelijke semi-aquatische vormen, of zelfs een rennende vogel die lijkt op een te grote renvogel, en heel anders is dan alles wat tegenwoordig leeft.